# Les Hautes-Rivières
Les Hautes-Rivières és un municipi francès situat al departament de les Ardenes i a la regió del Gran Est. L'any 2007 tenia 1.767 habitants.

## Demografia

### Població
El 2007 la població de fet de Les Hautes-Rivières era de 1.767 persones. Hi havia 709 famílies de les quals 190 eren unipersonals (79 homes vivint sols i 111 dones vivint soles), 210 parelles sense fills, 242 parelles amb fills i 67 famílies monoparentals amb fills.
La població ha evolucionat segons el següent gràfic:
Habitants censats

### Habitatges
El 2007 hi havia 868 habitatges, 717 eren l'habitatge principal de la família, 28 eren segones residències i 123 estaven desocupats. 726 eren cases i 142 eren apartaments. Dels 717 habitatges principals, 421 estaven ocupats pels seus propietaris, 283 estaven llogats i ocupats pels llogaters i 14 estaven cedits a títol gratuït; 4 tenien una cambra, 20 en tenien dues, 82 en tenien tres, 237 en tenien quatre i 374 en tenien cinc o més. 446 habitatges disposaven pel capbaix d'una plaça de pàrquing. A 327 habitatges hi havia un automòbil i a 252 n'hi havia dos o més.

### Piràmide de població
La piràmide de població per edats i sexe el 2009 era:
| Homes | Edats   | Dones |
| ----- | ------- | ----- |
| 0     | 95 o +  | 0     |
| 0     | 90 a 94 | 4     |
| 12    | 85 a 89 | 12    |
| 4     | 80 a 84 | 8     |
| 36    | 75 a 79 | 48    |
| 48    | 70 a 74 | 40    |
| 16    | 65 a 69 | 32    |
| 60    | 60 a 64 | 60    |
| 56    | 55 a 59 | 28    |
| 64    | 50 a 54 | 80    |
| 84    | 45 a 49 | 88    |
| 44    | 40 a 44 | 64    |
| 64    | 35 a 39 | 64    |
| 96    | 30 a 34 | 48    |
| 72    | 25 a 29 | 68    |
| 40    | 20 a 24 | 96    |
| 76    | 15 a 19 | 56    |
| 68    | 10 a 14 | 56    |
| 56    | 5 a 9   | 48    |
| 72    | 0 a 4   | 64    |

## Economia
El 2007 la població en edat de treballar era de 1.131 persones, 786 eren actives i 345 eren inactives. De les 786 persones actives 685 estaven ocupades (408 homes i 277 dones) i 103 estaven aturades (41 homes i 62 dones). De les 345 persones inactives 81 estaven jubilades, 108 estaven estudiant i 156 estaven classificades com a «altres inactius».

### Ingressos
El 2009 a Les Hautes-Rivières hi havia 703 unitats fiscals que integraven 1.752 persones, la mediana anual d'ingressos fiscals per persona era de 16.259 €.

### Activitats econòmiques
Dels 76 establiments que hi havia el 2007, 1 era d'una empresa de fabricació de material elèctric, 27 d'empreses de fabricació d'altres productes industrials, 8 d'empreses de construcció, 9 d'empreses de comerç i reparació d'automòbils, 2 d'empreses de transport, 5 d'empreses d'hostatgeria i restauració, 6 d'empreses financeres, 5 d'empreses immobiliàries, 4 d'empreses de serveis, 6 d'entitats de l'administració pública i 3 d'empreses classificades com a «altres activitats de serveis».
Dels 17 establiments de servei als particulars que hi havia el 2009, 1 era una oficina de correu, 1 una oficina bancària, 1 taller de reparació d'automòbils i de material agrícola, 1 paleta, 4 lampisteries, 2 electricistes, 1 perruqueria, 2 agències de treball temporal, 1 restaurant, 1 agència immobiliària i 2 salons de bellesa.
Dels 4 establiments comercials que hi havia el 2009, 2 eren supermercats, 1 una botiga de més de 120 m² i 1 una joieria.
L'any 2000 a Les Hautes-Rivières hi havia 3 explotacions agrícoles.

## Equipaments sanitaris i escolars
El 2009 hi havia 1 farmàcia i 1 ambulància.
El 2009 hi havia 2 escoles elementals.

## Poblacions més properes
El següent diagrama mostra les poblacions més properes.